# Marca
«Ма́рка» (исп. Marca — «Отметка») — испанская ежедневная спортивная газета.
Основана в 1938 год в Сан-Себастьяне как еженедельная газета. С 1942 года выходит ежедневно. Редакционная политика издания направлена, в первую очередь, на освещение футбола.
Газета имеет порядка 2 300 000 читателей, данный показатель — самый высокий среди печатных СМИ в Испании. В 1995 году в сети Интернет был открыт сайт газеты www.marca.com, в настоящий момент (2008 год) сайт является самым посещаемым спортивным ресурсом в Испании, посещаемость ресурса порядка 3 115 000 пользователей в месяц. В 2001 году был запущен круглосуточный спортивный радиоканал Radiomarca.

## Главные редакторы
- Мануэль Фернандес-Куэста (1938—1945)
- Ибраим де Мальсервелли (1945—1946)
- Мануэль Касанова (1946—1947)
- Лусио Дель Аламо (1947—1954)
- Немесио Фернандес-Куэста (1954—1973)
- Кармело Мартинес (1973—1983)
- Валентин Мартин (1983—1984)
- Хуан Пабло де Вильянуэва (1984—1986)
- Хесус Рамос (1986—1987)
- Луис Инфанте Браво (1987—1997)
- Мануэль Сауседо (1997—2001)
- Элиас Исраэль (2001—2005)
- Мануэль Сауседо (2005—2006)
- Алехандро Сопенья (2006—2007)
- Эдуардо Инда (2007—2011)
- Оскар Кампильо (2011—2016)
- Хуан Игнасио Гальярдо (2016—н. в.)